# リスの汽車ごっこ
『リスの汽車ごっこ』（リスのきしゃごっこ、原題：Out of Scale）は、ウォルト・ディズニー・プロダクション（現：ウォルト・ディズニー・カンパニー）が製作した1951年11月2日公開のアニメーション短編映画作品。ドナルドダック・シリーズの第101作である。

## あらすじ
趣味の鉄道模型の建設を進めるドナルドはレイアウト内に規格外の大木があることを見つけ、撤去する。しかしそれはチップとデールの家でもあった。家を取られたチップとデールは木を取り戻すために奮闘するが…。

## スタッフ
- 製作：ウォルト・ディズニー
- 監督：ジャック・ハンナ
- 脚本：ビル・バーグ、ニック・ジョージ
- 音楽：ポール・J・スミス
- 美術：エール・グレイシー
- 背景：アート・ライリー
- 原画：ビル・ジャスティス、ヴォルス・ジョーンズ、ボブ・チャールソン

## キャスト
| キャラクター   | 原語版                   | 旧吹き替え版 | 新吹き替え版 |
| -------------- | ------------------------ | ------------ | ------------ |
| ドナルドダック | クラレンス・ナッシュ     | 関時男       | 山寺宏一     |
| チップ         | ジェームズ・マクドナルド | 土井美加     | 滝沢ロコ     |
| デール         | デジー・フリン           | 後藤真寿美   | 稲葉実       |
| ナレーター     | -                        | 江原正士     | -            |

## 日本での公開

### 収録
- 『みんなだいすき　ドナルド!』（DVD、ブエナ・ビスタ・ホーム・エンターテイメント、新吹き替え版）